# Madoryx butleri
Madoryx butleri är en fjärilsart som beskrevs av Kirby 1877. Madoryx butleri ingår i släktet Madoryx och familjen svärmare. Inga underarter finns listade i Catalogue of Life.